# 石川洋之
石川 洋之 (いしかわ ひろゆき、1968年4月 - ) は、日本の実業家。トヨタ自動車東日本代表取締役社長、東北経済連合会副会長。

## 来歴
埼玉県出身。1991年3月、駒澤大学経営学部卒業。同年4月、関東自動車工業（現トヨタ自動車東日本）入社。
トヨタ自動車東日本生産管理部長を経て、2019年10月に宮城大衡工場長。
2021年、取締役宮城大衡工場・岩手工場・宮城大和工場・ものづくり革新TPS・製造革新・車体領域・ものづくり革新塗装・組立領域・プロフェクトC統括。
2023年4月1日、代表取締役社長に就任。
これまでトヨタ出身者が就いていたが関東自工出身で初の生え抜き社長となる
。2024年6月4日、東北経済連合会副会長。